# 14623 Kamoun
14623 Kamoun (1998 UE24) là một tiểu hành tinh vành đai chính.